# (11256) Fuglesang
(11256) Fuglesang (1978 RO8) – planetoida z pasa głównego asteroid okrążająca Słońce w ciągu 3,72 lat w średniej odległości 2,40 j.a. Została odkryta 2 września 1978 roku. Nazwana na cześć szwedzkiego astronauty Christera Fuglesang.